# Bleidenstadt
Bleidenstadt, in der lokalen Mundart Bleischt, ist der größte Stadtteil von Taunusstein im südhessischen Rheingau-Taunus-Kreis.

## Geographie
Geografische Lage
Bleidenstadt liegt im westlichen Hintertaunus, im Südwesten der Stadt Taunusstein am Oberlauf der Aar, die hier nördlich parallel zum Taunushauptkamm westwärts fließt. Der größte Teil des Siedlungsgebietes liegt südlich der Aar, zieht sich von dort aus an der Nordabdachung des Taunushauptkammes hinauf und endet an dessen Bewaldungsgrenze in etwa 430 m Höhe. Im Westen bildet der Taleinschnitt des Aar-Zuflusses Roßbach eine natürliche Grenze, nach Osten schließt sich nahtlos der Stadtteil Hahn an. Höchster Punkt der Gemarkung ist die Hohe Wurzel (618 m). Nach dem Ort benannt ist der Bleidenstadter Kopf (388,5 m) südöstlich des Taunusübergangs Eiserne Hand.
Nachbarorte
Angrenzende Orte sind Hahn, Watzhahn, Seitzenhahn (alle Taunusstein), Hohenstein und Wiesbaden.

## Geschichte
Die Geschichte Bleidenstadts lässt sich in mehrere große Abschnitte gliedern. Sie beginnt um das Jahr 800 mit etwa 700 Jahren Klosterzeit. Nach der Umwandlung des Klosters in ein weltliches Ritterstift im Jahr 1495 folgten zweimal 150 Jahre Stiftszeit: von 1495 bis in den Dreißigjährigen Krieg und von 1650 bis zur Säkularisation. Dann folgten 150 Jahre Herzogtum Nassau und Preußen. Seit Ende des Zweiten Weltkriegs gehört Bleidenstadt zu Hessen.

### Historische Namensformen
Dokumentierte Erwähnungen des Ortes sind (in Klammern jeweils das Jahr der Erwähnung):
- Blidenstat (812)
- Bleidinstat (995)
- Blidenstat (1000, auch 812?)
- Blijdenstad (1184)
- Blidenstath (1189)
- Blidenstad (1213?, 1251)
- Blidinstad (1235)
- Blydinstat (1261)
- Blidinstat (1269)
- Bleydenstat (1516)

### Klosterzeit
Im Jahre 812 wurde Bleidenstadt zum ersten Mal in einer Urkunde zur Weihe des Benediktinerklosters durch Erzbischof Richulf erwähnt.  Kaiser Karl der Große übertrug dem Erzbistum Mainz das Gebiet ungefähr zwischen dem Taunushauptkamm, der Lahn, der Hohen Straße (der heutigen Bäderstraße) und der Hühnerstraße zur Verwaltung. Die Verbindung nach Mainz über den Taunuskamm gewährleistete der Alte Mainzer Weg und der Rast- und Lagerplatz An der Unner nahe dem Seitzenhahner Quellgebiet. Zudem wird auch eine Niederlassung des Klosters in der heutigen Klarastraße in Mainz erwähnt. Um das Jahr 1000 wurde als Westgrenze des Pfarrsprengels die Aar bestimmt und die Abtei neu besetzt, vermutlich mit Mönchen aus St. Alban zu Mainz sowie aus Seligenstadt. Die von Gorze ausgehende Klosterreform vermittelte neue Impulse. Mitte des 12. Jahrhunderts fiel die Vogtei über Bleidenstadt an die Grafen von Nassau. Im Sinne der Hirsauer Reform versuchte die Abtei, sich vom Einfluss des Erzbischofs von Mainz zu lösen, ohne jedoch die alte Rechtsstellung aufheben zu können. Ähnliche Anstrengungen im 14. Jahrhundert kamen ebenfalls nicht zum Ziel. Im Jahre 1389 wurde der Osttrakt des Klosters durch Brandstiftung zerstört.

### Stiftszeit
1495 wurde das Kloster in ein weltliches Ritterstift umgewandelt. Während des Dreißigjährigen Krieges verließ 1631 die Dienerschaft das Stift St. Ferrutius und zog sich ins Mutterstift St. Alban nach Mainz zurück. Erst nach dem Krieg wurde das Stift Bleidenstadt wiederbelebt und bestand bis zur Säkularisation. Das Stiftsterritorium unterstand der Regierung des Fürsterzbischofs von Mainz. Einige Häuser des Dorfes Bleidenstadt (das Dorf gehörte zur Grafschaft Wehen), die den Dreißigjährigen Krieg überstanden hatten, gruppierten sich an der Ostgrenze des Stifts (heute „Bleischter Eck“). Das Dorf dehnte sich in der Folgezeit bis zur so genannten Hellers Mühle (Bleidenstadter Dorfmühle) aus.
1713 stellte Pfarrer Brühl eine Personenliste seines evangelischen Kirchspiels auf. Das Dorf Bleidenstadt hatte 57 Personen; davon 12 mit katholischer Konfession. Zu diesem Zeitpunkt zählte das Stift St. Ferrutius in Bleidenstadt etwa 200 Personen. Nach langen Verhandlungen zwischen dem nassauischen Amt Wehen und dem Stift Bleidenstadt wurde 1776 auf dem Territorium des Stifts, direkt neben der Pfarrkirche St. Ferrutius, eine fiskalische (staatliche) Schule erbaut, das heutige katholische Pfarrhaus. Erst 100 Jahre später, im Jahr 1879, wurde eine weitere Schule im „Bleischter Eck“ erbaut.

### Säkularisation
Am 20. Dezember 1802 wurde die Säkularisation des Stiftes St. Ferrutius durch Nassau-Usingen vollzogen. Zusammen mit Bleidenstadt gehörte es zur Zeit des Herzogtums Nassau zum Amt Wehen. Nach der Annexion des Herzogtums durch Preußen nach dem verlorenen Preußisch-Österreichischen Krieg wurde der Ort 1867 dem neu errichteten Untertaunuskreis im Regierungsbezirk Wiesbaden zugeordnet.

### Nach dem Zweiten Weltkrieg

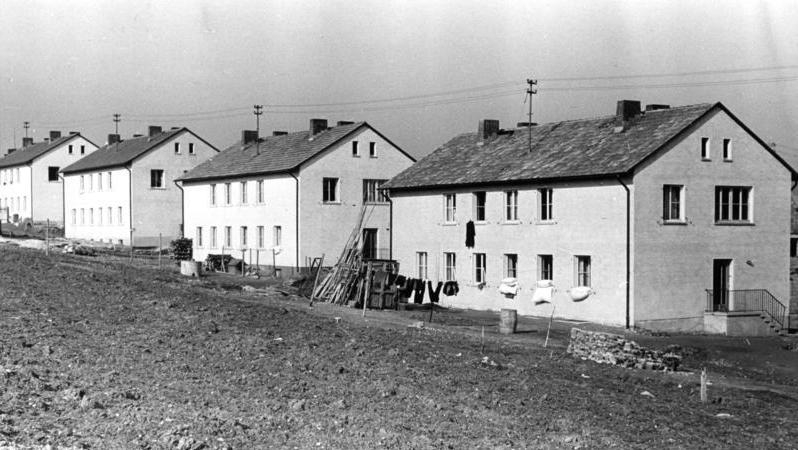
Eine neu errichtete Wohnsiedlung für Heimatvertriebene in Bleidenstadt, 1952

Nach dem Zweiten Weltkrieg zählte Bleidenstadt um die 900 Einwohner. Innerhalb von zehn Jahren verdreifachte sich die Einwohnerzahl und verdoppelte sich in den nächsten zehn Jahren noch einmal. 1970 hatte der Ort 5487 Einwohner.
Hessische Gebietsreform (1970–1977)
Zum 1. Oktober 1971 fusionierte die bis dahin selbständige Gemeinde Bleidenstadt im Zuge der Gebietsreform in Hessen mit fünf Nachbarorten freiwillig zur neuen Stadt Taunusstein. Somit wurde Bleidenstadt ein Stadtteil von Taunusstein.
Für alle nach Taunusstein eingegliederten Gemeinden wurden Ortsbezirke mit Ortsbeirat und Ortsvorsteher gebildet.

### Verwaltungsgeschichte im Überblick
Die folgende Liste zeigt im Überblick die Herrschaftsgebiete und Staaten, in denen Bleidenstadt lag, bzw. die Verwaltungseinheiten, denen es unterstand:
- 1444: Heiliges Römisches Reich, Haus Nassau, Amt Wehen
- ab 1738: Heiliges Römisches Reich, Fürstentum Nassau-Usingen (Teilbesitz), Amt Wehen
- 1787: Heiliges Römisches Reich, Fürstentum Nassau-Usingen, Amt Wehen (nassauischer Teil; reichsunmittelbarer Teil: Ritterstift St. Ferrutius zu Bleidenstadt)
- ab 1806: Herzogtum Nassau (Mediatisierung), Amt Wehen
- ab 1812: Herzogtum Nassau, Regierungsbezirk Wiesbaden, Amt Wehen
- ab 1816: Herzogtum Nassau[Anm. 1], Amt Wehen
- ab 1849: Herzogtum Nassau, Regierungsbezirk Wiesbaden, Kreisamt Langen-Schwalbach[Anm. 2]
- ab 1854: Herzogtum Nassau, Regierungsbezirk Wiesbaden, Amt Wehen
- ab 1867: Norddeutscher Bund[Anm. 3], Königreich Preußen, Provinz Hessen-Nassau, Regierungsbezirk Wiesbaden, Untertaunuskreis[Anm. 4]
- ab 1871: Deutsches Reich, Königreich Preußen, Provinz Hessen-Nassau, Regierungsbezirk Wiesbaden, Untertaunuskreis
- ab 1918: Deutsches Reich (Weimarer Republik), Freistaat Preußen, Provinz Hessen-Nassau, Regierungsbezirk Wiesbaden, Untertaunuskreis
- ab 1944: Deutsches Reich, Freistaat Preußen, Provinz Nassau, Untertaunuskreis
- ab 1945: Amerikanische Besatzungszone, Groß-Hessen, Regierungsbezirk Wiesbaden, Untertaunuskreis
- ab 1946: Amerikanische Besatzungszone, Land Hessen, Regierungsbezirk Wiesbaden, Untertaunuskreis
- ab 1949: Bundesrepublik Deutschland, Land Hessen, Regierungsbezirk Wiesbaden, Untertaunuskreis
- ab 1968: Bundesrepublik Deutschland, Land Hessen, Regierungsbezirk Darmstadt, Untertaunuskreis
- ab 1971: Bundesrepublik Deutschland, Land Hessen, Regierungsbezirk Darmstadt, Untertaunuskreis, Stadt Taunusstein[Anm. 5]
- ab 1977: Bundesrepublik Deutschland, Land Hessen, Regierungsbezirk Darmstadt, Rheingau-Taunus-Kreis, Stadt Taunusstein

### Bevölkerung
Einwohnerentwicklung
 Quelle: Historisches Ortslexikon
- 1593: 33 Haushaltungen
- 1615: 38 Haushaltungen
- 1629: 30 Haushaltungen
- 1717: 25 Wohnhäuser

| Bleidenstadt: Einwohnerzahlen von 1821 bis 2020 | Bleidenstadt: Einwohnerzahlen von 1821 bis 2020 | Bleidenstadt: Einwohnerzahlen von 1821 bis 2020 | Bleidenstadt: Einwohnerzahlen von 1821 bis 2020 | Bleidenstadt: Einwohnerzahlen von 1821 bis 2020 |
| --- | ----------------------------------------------- | ----------------------------------------------- | ----------------------------------------------- | ----------------------------------------------- |
| Jahr |                                                 |                                                 |                                                 | Einwohner                                       |
| 1821 | 1821                                            |                                                 | 473                                             | 473                                             |
| 1834 | 1834                                            |                                                 | 527                                             | 527                                             |
| 1840 | 1840                                            |                                                 | 551                                             | 551                                             |
| 1846 | 1846                                            |                                                 | 617                                             | 617                                             |
| 1852 | 1852                                            |                                                 | 649                                             | 649                                             |
| 1858 | 1858                                            |                                                 | 698                                             | 698                                             |
| 1864 | 1864                                            |                                                 | 732                                             | 732                                             |
| 1871 | 1871                                            |                                                 | 655                                             | 655                                             |
| 1875 | 1875                                            |                                                 | 673                                             | 673                                             |
| 1885 | 1885                                            |                                                 | 704                                             | 704                                             |
| 1895 | 1895                                            |                                                 | 758                                             | 758                                             |
| 1905 | 1905                                            |                                                 | 828                                             | 828                                             |
| 1910 | 1910                                            |                                                 | 824                                             | 824                                             |
| 1925 | 1925                                            |                                                 | 915                                             | 915                                             |
| 1939 | 1939                                            |                                                 | 1.059                                           | 1.059                                           |
| 1946 | 1946                                            |                                                 | 1.487                                           | 1.487                                           |
| 1950 | 1950                                            |                                                 | 1.706                                           | 1.706                                           |
| 1956 | 1956                                            |                                                 | 2.332                                           | 2.332                                           |
| 1961 | 1961                                            |                                                 | 2.712                                           | 2.712                                           |
| 1967 | 1967                                            |                                                 | 4.180                                           | 4.180                                           |
| 1970 | 1970                                            |                                                 | 5.487                                           | 5.487                                           |
| 1980 | 1980                                            |                                                 | ?                                               | ?                                               |
| 1990 | 1990                                            |                                                 | ?                                               | ?                                               |
| 2000 | 2000                                            |                                                 | 7.375                                           | 7.375                                           |
| 2011 | 2011                                            |                                                 | 7.223                                           | 7.223                                           |
| 2015 | 2015                                            |                                                 | 7.637                                           | 7.637                                           |
| 2020 | 2020                                            |                                                 | 8.007                                           | 8.007                                           |
| Datenquelle: Historisches Gemeindeverzeichnis für Hessen: Die Bevölkerung der Gemeinden 1834 bis 1967. Wiesbaden: Hessisches Statistisches Landesamt, 1968. Weitere Quellen: LAGIS; Stadt Taunusstein; Zensus 2011 |                                                 |                                                 |                                                 |                                                 |

Religionszugehörigkeit
| • 1885: | 0325 evangelische (= 46,16 %), 370 katholische (= 52,56 %), 9 jüdische (= 1,28 %) Einwohner |
| • 1961: | 1213 evangelische (= 44,68 %), 1426 katholische (= 52,52 %) Einwohner                       |

## Politik

### Ortsbeirat
Für Bleidenstadt besteht ein Ortsbezirk (Gebiete der ehemaligen Gemeinde Bleidenstadt) mit Ortsbeirat und Ortsvorsteher nach der Hessischen Gemeindeordnung.
Der Ortsbeirat besteht aus neun Mitgliedern. Seit den Kommunalwahlen 2021 gehören ihm zwei Mitglieder der SPD, drei der CDU, zwei der FWG und zwei Mitglieder des Bündnis 90/Die Grünen an. Ortsvorsteher ist  Michael Türckheim (CDU).

### Wappen
Das Wappen wurde am 25. Juni 1955 durch das Hessische Innenministerium genehmigt.
| Wappen von Bleidenstadt | Blasonierung: „Im gespaltenen Schild vorne in Weiß ein durchgehendes rotes Kreuz, hinten in Schwarz eine goldene Lilienhaspel am Spalt.“ |
| Wappen von Bleidenstadt | |

## Kultur und Sehenswürdigkeiten

### Bauwerke
Eine Aufstellung der Kulturdenkmäler in Bleidenstadt findet sich in der Liste der Kulturdenkmäler in Taunusstein#Bleidenstadt.

#### Die katholische Pfarrkirche St. Ferrutius
Die katholische Kirche St. Ferrutius ist eine der ältesten Kirchen östlich des Rheins. Erstmals erwähnt wurde sie vor rund 1200 Jahren. Der heutige Kirchenbau wurde von 1685 bis 1718 errichtet, über dem Hauptportal prangt die Statue des heiligen Ferrutius aus dem 17. Jahrhundert.
Im Gebäude befinden sich ein im Chor eingebauter hochgotischer Wandtabernakel aus Sandstein, ein Taufstein von 1696, eine spätbarocke Madonnenfigur und eine mit barockem Prospekt versehene Orgel.

#### Die evangelische Kirche St. Peter auf dem Berg
Die evangelische Kirche beinhaltet das älteste Steindenkmal des Stadtteils, eine Grabplatte des 1363 verstorbenen Pfarrers Johannes von Spangenberg. Der Turm ist im unteren Teil romanischen Ursprungs. An der Ostseite der Kirche über dem Eingangsportal befinden sich Ornamente in einem Rosenfenster aus Sandstein. Ursprünglich war St. Peter auf dem Berg die katholische Pfarrkirche der Dorfbevölkerung. Nach der Reformation wurde sie zur evangelischen Kirche umgewidmet, die katholische Gemeinde nutzt seitdem die ehemalige Stiftskirche St. Ferrutius.
St. Peter steht auf einem Hangvorsprung südlich der Aar und damit von St. Ferrutius aus gesehen „auf dem Berg“. Dennoch liegt die Kirche niedriger als der Großteil des heutigen Bleidenstadt, dessen Wohngebiet sich seitdem beträchtlich nach Süden hangaufwärts erweitert hat.

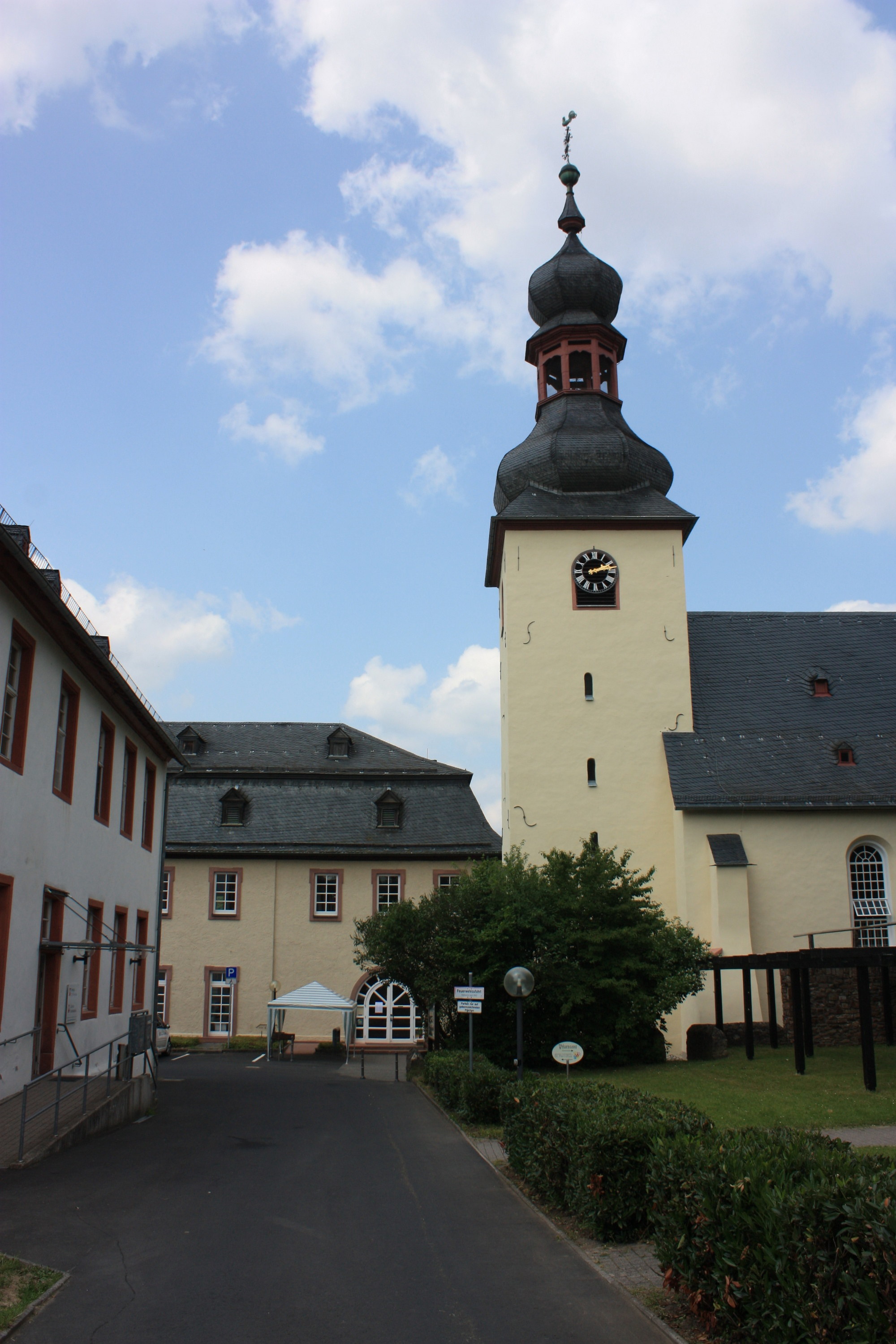
Kath. Pfarrkirche St. Ferrutius
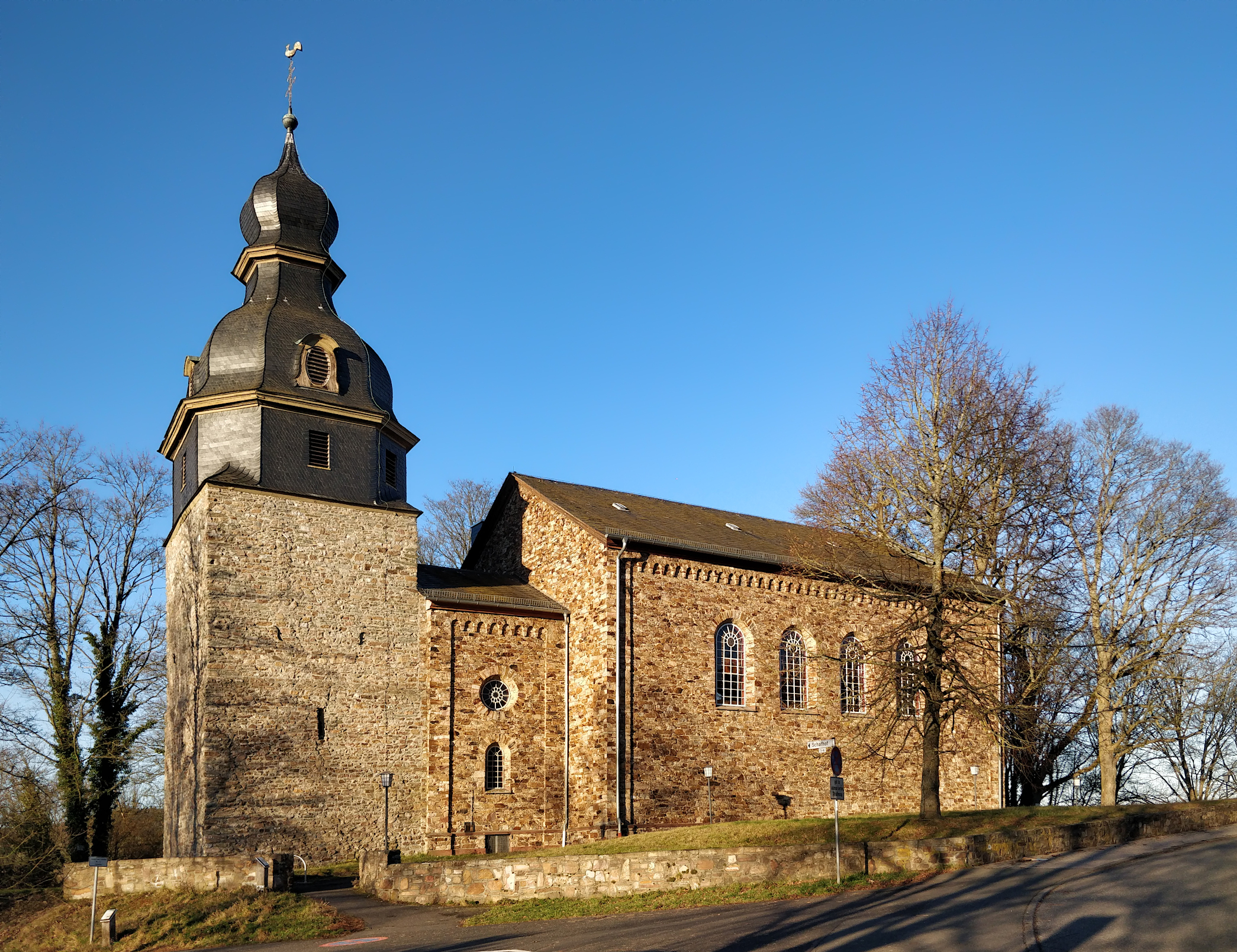
St. Peter auf dem Berg

#### Das Pfortenhaus des Klosters und Stiftes
Das Pfortenhaus in der Stiftstraße 15 gilt als ältestes Steinhaus von Bleidenstadt.
Bleidenstadt (Kloster und Stift) hatte Zehntrechte, einen eigenen Markt und Gerichtsbarkeit.

#### Der Erbleihhof des Ritterstifts St. Ferrutius in Bleidenstadt
Der Erbleihhof des Ritterstifts St. Ferrutius in Bleidenstadt gehörte zum Gesamtgebäudekomplex des Klosters und späteren Stifts. 1803 wurde es im Rahmen der Säkularisation vom Herzogtum Nassau vereinnahmt. Schon während der Abwesenheit der Dienerschaft des Ritterstiftes St. Ferrutius, die 1631 ins Mutterstift St. Alban in Mainz geflüchtet war, wurden die Anwesen des Stifts in Bleidenstadt, der Erbleihhof in der Stiftstraße und der Schafhof, von der Familie Halm versorgt.
Am 23. Juni 1669 erhielt Peter Halm aus dem Stift Bleidenstadt (um 1620 geboren) den Erbleihhof auf Lebenszeit, sein Bruder Jakob die Erbleihe des Schafhofes. Jakob war verheiratet mit Gertrud Pump, der Schwester der Stiftsmüllerin Agnes Schuck. Sie hatten 10 Kinder. Peter Halm heiratete um 1662 Anna Maria Lufft († 28. Dezember 1689), sie hatten sieben Kinder.
Als Peter Halm am 29. Januar 1696 starb, stand keiner seiner Söhne für die Erbleihe zur Verfügung.
Die Erbleihe ging an seinen Schwiegersohn Sebastian Ring, der die älteste Tochter Anna Catharina (* 7. Februar 1664) am 16. Januar 1685 geheiratet hatte.
Vor der Hochzeit hatte sich Sebastian Ring mit seinem Bruder Christoph im Bauernhof Stiftstraße 2 niedergelassen. Die Brüder Ring waren Söhne des wohlbeständigen Bauers Joh Adam Ring aus Hettenhain. Christoph war Schuhmacher (Sutor) und hatte 1689 eine Johannette Lill geheiratet. Sie hatten neun Kinder.
Nun musste sich Sebastian Ring, entsprechend einer Forderung aus dem ihm gegebenen Erbleihbrief vom 23. Juni 1696, aus seiner hessen-kasselschen Leibeigenschaft freikaufen. Erst danach konnte ihm der Erbleihhof übergeben werden.
Der endgültige Erbleihbrief ist vom 14. Januar 1698 und spricht die Erbleihe auf drei Generationen aus. 1791 stand der erst 10-jährige Anton (* 1781) zur Erbfolge an. Sein Stiefvater Christian Bretz, Erbleiher des Spechtischen Hofes in Hahn, trat in die Vormundschaft. 25-jährig übernahm bestimmungsgemäß 1806 Anton Ring († 1828) den Hof. Das Hofgut wurde entsprechend der Säkularisationsverträge zur Verpachtung ausgeschrieben und beim zweiten Ausschreibungstermin  an den Bleidenstadter Schultheißen Christian Gottlieb auf 30 Jahre für eine Pacht von 48½ Malter (1 Malter = 110 Liter) Korn und 60 Malter Hafer verpachtet.
In den rund 130 Jahren des Hofes in den Händen der Familie Ring wurde das Anwesen auch Ringsches Hofgut genannt.
1858 starb Christian Gottlieb. Das Gut hatte 1828 eine Größe von 72 Morgen, 72 Ruthen, 13 Schuh Ackerland und 26 Morgen, 100 Ruthen und 8 Schuh Wiesen. Dazu kamen noch 14 Ruthen und 8 Schuh Gartenland. Das Gebiet wird noch heute als Hofäcker und Hofwiesen bezeichnet.

#### Die Klosterbrücke über die Aar im Hahner Weg (Klosterweg)

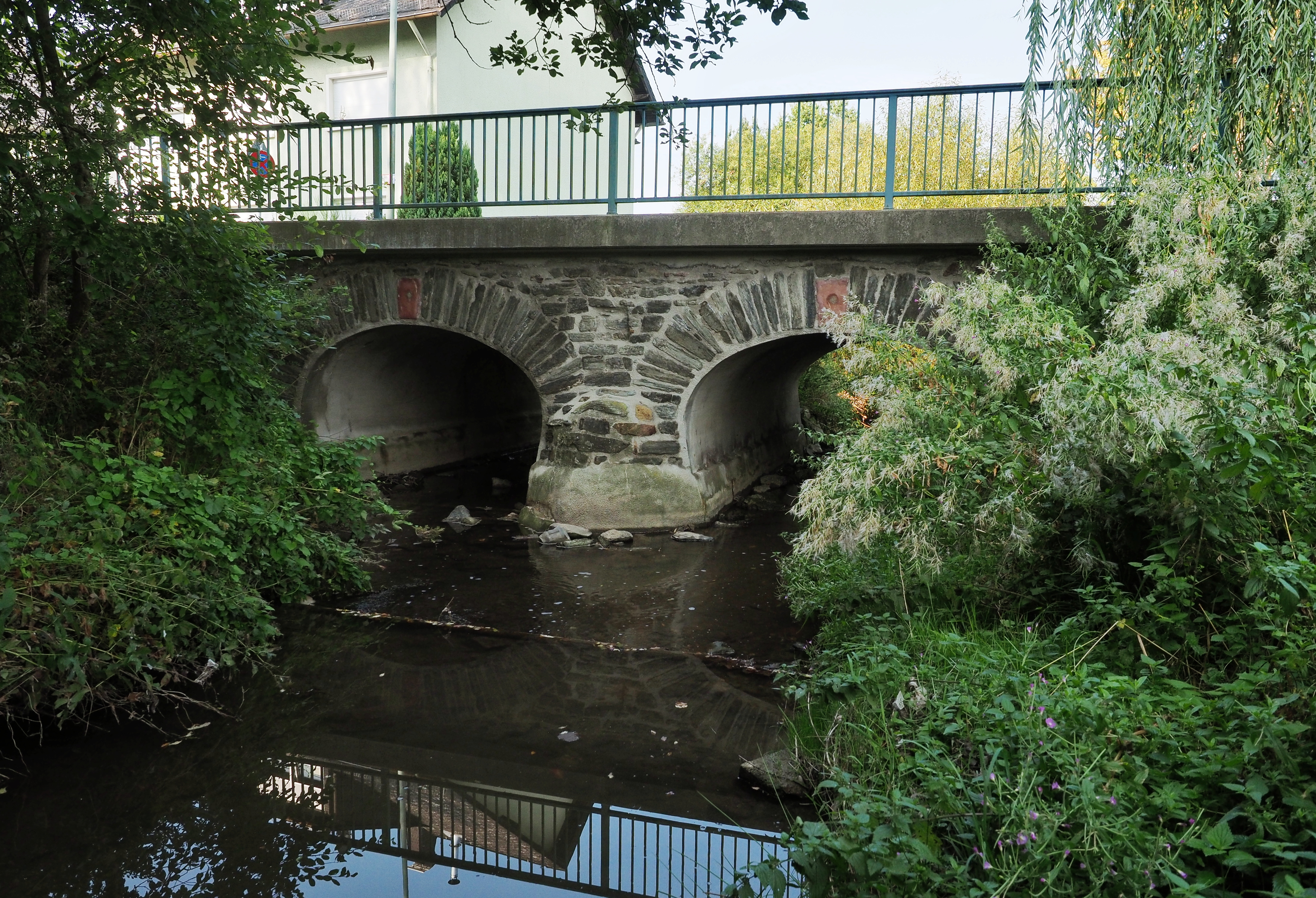
Klosterbrücke

Der Brückenübergang der Aar datiert aus der Gründungszeit des Klosters Anfang des 9. Jahrhunderts. Die Brücke befindet sich auf der Planungslinie (Zenitlinie) der Klosterkonstruktion, die vom Schafhof zum Chor der Ferrutiuskirche, der Brücke selbst, dann zum Lehenshof (Stiftischer Hof) in Hahn über den Halberg zur Burg in Neuhof verläuft. Sie ist die älteste befestigte Brücke im oberen Aartal und des Wehener Grundes. 1779 wurde die Brücke auf Kosten des Stifts saniert. Ursprünglich hatte die heute noch bestehende Bruchsteinbrücke zwei Korbbögen und Wellenbrecher.

#### Die Galgenwiese
Nördlich des Klosters Bleidenstadt zwischen dem alten Bett der Aar und der früher auch einmal als Galgenweg bezeichneten Vogtlandstraße befinden sich die Galgenwiesen. Sie sind im Osten durch die Klosterbrücke begrenzt und reichen bis zum Hopfengartenweg an der Gärtnerei.
In ihrer Mitte war der Gerichtsplatz nahe der heutigen Kreuzung Vogtlandstraße/Am Schillberg.
Das Kloster und in Folge das Stift hatten eine eigene Gerichtsbarkeit. Die Rechtsprechung erfolgte in der Regel durch 14 Personen – 12 Schöffen, dem Gerichtsmann und dem Schultheißen. Insbesondere Grenz- und Nutzungsstreitigkeiten wurden hier geregelt. Akten über Verfahren und Urteile existieren nicht, da nur mündlich verhandelt wurde.
Ein Galgen stand etwas erhöht im Hang und somit zur Abschreckung von weit her schon sichtbar, aber bereits außerhalb der Stiftsgrenze. Die Grenze säumte eine dichte Hecke entlang des Galgenweges.

#### Grenzsteine des Stifts St. Ferrutius von 1747
Der im Eingangsbereich des Anwesens Stiftstraße 16 bei Renovierungsarbeiten eingemauerte Grenzstein befindet sich genau gegenüber dem Pfortenhaus des ehemaligen Klosters Bleidenstadt. Ein weiterer Grenzstein ist eingemauert in die Garagenwand der Aarstraße 63. Ein  Grenzstein steht noch an der Abzweigung der Vogtlandstraße (Ferrutiusweg) vom Hahner Weg (Klosterweg). Diese Steine stehen bis zu 10 Meter Genauigkeit auf ihrem Ursprungsfeld. Ein weiterer Stiftsgrenzstein steht als Dekoration im Vorgarten des Anwesens Stephanstraße 47.

#### Salva Guardia
Wie die Grenzsteine des Stifts befanden sich auch die Schutzschilde um das zu schützende Kloster- und Stiftsgebiet.
Nach Pfarrer Fenner von Fenneberg (1888) befindet sich eine solche Salva Guardia (Schutzschild) im Staatsarchiv. Diese buntfarbige Blechtafel hat die Inschrift Kaiserliche Salva Guardia. Abgebildet sind die deutsche Kaiserkrone, ein Kreuz, die Freiherrenkrone. In einem darunter abgebildeten Schild sieht man drei Schwalben, drei Lilien, fünf rote Kugeln. Den Abschluss bilde ein achteckiges Kreuz, das wohl die Nachbildung des Stiftskreuzes sein mag und darunter die Unterschrift: Ritterstift Bleidenstatt. Die Salva Guardia wurde dem Kloster und folgenden Stift Bleidenstadt ausgestellt von den deutschen Kaisern um das Anwesen vor Brandschatzung, Plünderung und Zerstörung in Kriegszeiten zu bewahren.
Im Mai 2010 wurde das Überbleibsel aus Kloster- und Stiftszeit St. Ferrutius Bleidenstadt vom Hessischen Landesamt für Denkmalpflege zum geschützten Kulturgut ausgezeichnet. Am Fronleichnamstag, dem 3. Juni 2010 wurde zur Kennzeichnung eine Emailletafel mit dem blauweißen Emblem der Haager Konvention am Turm der Pfarrkirche St. Ferrutius angebracht.

#### Die Bleidenstadter Stiftsmühle
Als 1323 Wehen die Stadtrechte verliehen wurden, verlor das Kloster Bleidenstadt seine „Hoheitsrechte“ über Wehen und besonders auch seinen dortigen Besitz, wie den Wehener Schafhof (ab 1700 dann Heckenmühle) und die Aarmühle, auch Arden- und Ahrermühle genannt. So wurde für die Versorgung des Klosters Bleidenstadt ein Mühlenneubau notwendig. Graf Gerlach (Bruder des Fürstbischofs zu Mainz) übergab allen Landbesitz, der nicht ausdrückliches Eigentum der Kirche oder der Klöster war, aus der Hand der Klöster oder kirchlichen Herren in die der weltlichen Fürsten. Als die neue Mühle des Klosters stand, wurde sie vom Wehener Grund her, als Pfaffenmühle bezeichnet. Diese Bezeichnung finden wir noch auf alten Landkarten Anfang des 20. Jahrhunderts.
Hatte man bisher hauptsächlich Wert darauf gelegt, das obere Aartal zu erschließen, also den dann bezeichneten Wehener Grund, war man nun gezwungen von dem Anspruchsgebiet Wehens unabhängig zu bleiben.
Das Aartal westlich von Bleidenstadt war nicht erschlossen. Ein Weg ins Aartal vor Bad Schwalbach verlief nördlich von Bleidenstadt, bis heute als „Alter Schwalbacher Weg“ bezeichnet. Man hatte einen Übergang der Aar mit der Bleidenstadter Klosterbrücke im heutigen Hahner Weg und der Schaffsbrück am Schafhof, bei den heutigen Tennisplätzen unterhalb des Hängesfelsens. Die Aar hat ab der Schafsbrücke ein starkes Gefälle von etwa 4 Metern bis zur Stiftsmühle. Auch ein großer Weiher war hier um 1700 durch die Arbeit vom Müller Wingart entstanden. Der Stiftsweiher ist in unserer Zeit wieder verschwunden, da die Mühle auf Turbinenbetrieb umgestellt wurde. An dieser Furth errichtet das Kloster die neue Mühle, die heutige Stiftsmühle. Von den alten Mühlengebäuden ist nichts mehr zu sehen, da ein Brand 1928 die Mühle vernichtete. Sie wurde aber in erheblich abgeänderter Form wieder aufgebaut.

#### Die Bleidenstadter Dorfmühle
Diese Mühle wird auch Hellersmühle genannt. Am 25. Dezember 1702 erteilte Fürst Georg August von Nassau dem Zimmergesellen und Müller Johann Engel Wingart die Erlaubnis 'auf der Hohl Wieß der Witwe Claudy Gros in unserem Dorf Bleidenstadt' eine Mühle zu errichten. Wingart war der Schwiegersohn des Stiftsmüllers Matthias Scheffgen.
Die Mühle wurde direkt neben der vor ein paar Jahren vorher gebauten Backstube der Familie Johannes Gros errichtet.
Wingart verstarb frühzeitig und seine Witwe verkaufte um 1722 die Mühle an den Müller Martin Schrank, der die Mühle 1744 an seinen Sohn Joh Friedrich, der mit der Schlackenmüllerstochter Anna Maria Mehler verheiratet war, vererbte.
1753 waren Gros und Anna Maria Schrank, geb. Mehler beide verwitwet und heirateten. Sie führten die Mühle bis 1783, danach übernahm der Stiefsohn von Gros, Wilhelm Schrank, die Mühle.
1807 kaufte, der aus der Bungesmühle bei Laufenselden stammende Johann Peter Heller, seit 1803 in Bleidenstadt verheiratet, die Bleidenstadter Mühle von Wilhelm Schrank.
1858 wurde die Mühle durch einen großen Neubau an der Aarstraße erweitert, der noch heute als Bäckerei besteht.
1882 kam es noch einmal zu einem Besitzerwechsel, nachdem 1881 der junge Müller Peter Heller verstarb. Er hinterließ seine Ehefrau Florentine Ernst mit drei Kindern. Die Witwe heiratete den aus der Müllersfamilie Mehler aus der Hängesmühle stammenden Jakob Möhler aus Würges. Als dieser 1906 starb – er hinterließ vier eigene Kinder – übernahm sein Stiftsohn Jakob Heller, verheiratet mit Margarethe Bieroth, die Mühle. Der Mahlbetrieb wurde 1940 eingestellt. Die Wirtschaftsgebäude, alte Stallungen und die Scheune wurden 1960 abgerissen. Der Gebäudekomplex ist erhalten und dient Wohnzwecken.

### Regelmäßige Veranstaltungen
- „Bleischter Kerb“ (immer am letzten August-Wochenende)

### Vereine
- TSV Bleidenstadt
- 1. Bleidenstadter Carnevalsgesellschaft 1953 e. V.
- Sängervereinigung Bleidenstadt-Watzhahn 1891 e. V.
- Freiwillige Feuerwehr Bleidenstadt 1893 e. V.

### Religiöse Gemeinschaften
- Evangelische Kirchengemeinde Bleidenstadt und Born[19]
- Katholisches Pfarramt St. Ferrutius[20]
- Kirche anders (Freie evangelische Gemeinde)[21]

## Wirtschaft und Infrastruktur

### Bildung
Der Kinderbetreuung dienen in Bleidenstadt folgende Einrichtungen:
- „Kindertagesstätte Taunusstraße“
- Katholische „Kita St. Ferrutius“
- ASB-„Kita Wasserdrachen“

In Bleidenstadt gibt es eine Grundschule und ein Gymnasium:
- Grundschule „Regenbogenschule“
- „Gymnasium Taunusstein“

### Verkehr

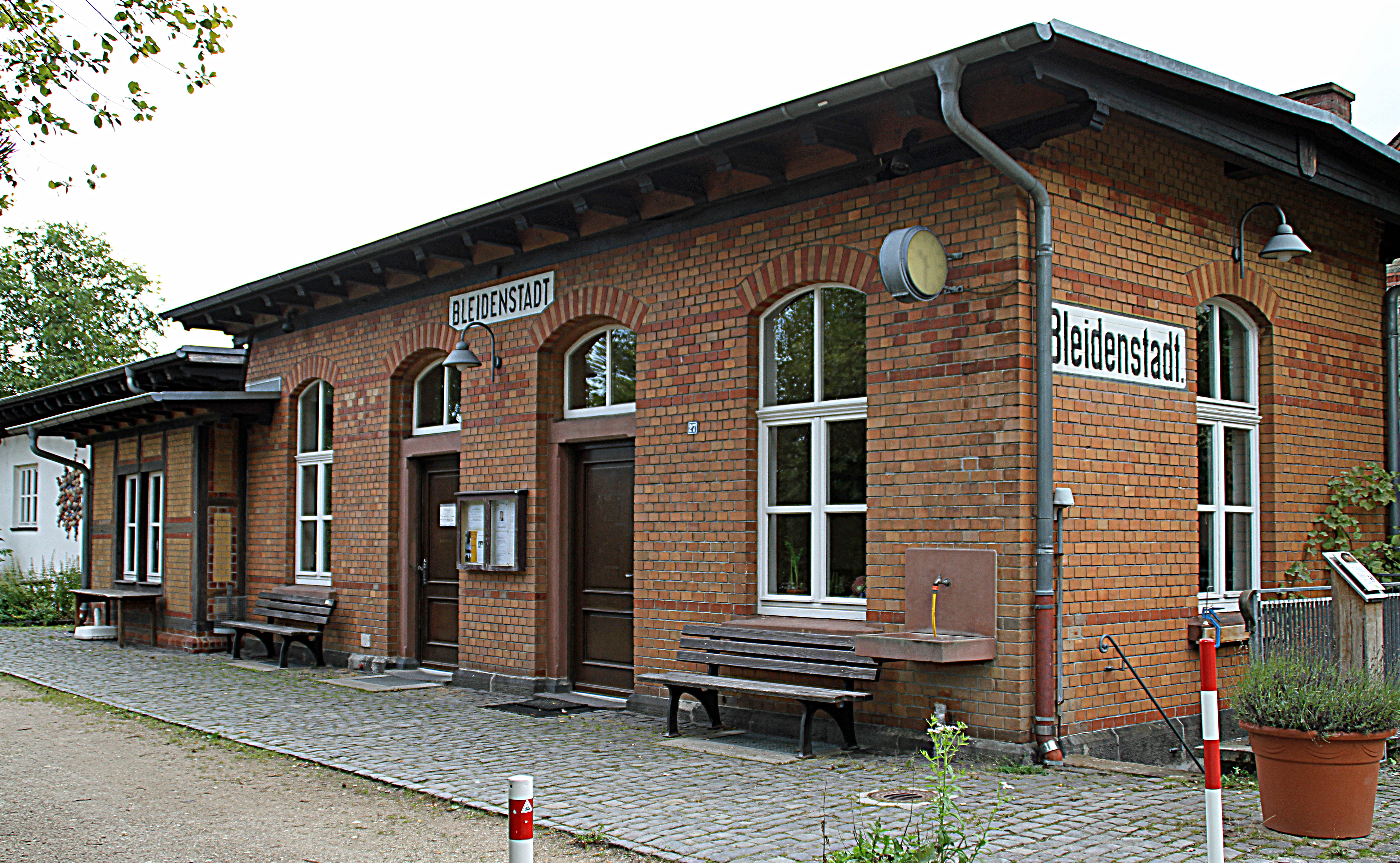
Bahnhof Bleidenstadt

Durch Bleidenstadt führt die Bundesstraße 275, die in ganz Taunusstein „Aarstraße“ heißt. Deren Strecke wird in Bleidenstadt von der Bundesstraße 54 mitgenutzt, die über die Eiserne Hand von Wiesbaden kommt. Die Aarstraße wurde in den 1850er Jahren erbaut und in den 100 Folgejahren allgemein nur als Chaussee bezeichnet.
Bleidenstadt besitzt einen Haltepunkt an der Aartalbahn, die 1983 stillgelegt wurde, auf der jedoch ab 1986 Museumszüge der Nassauischen Touristik-Bahn verkehrten. Seit deren Betrieb 2007 stark eingeschränkt werden musste, findet in Bleidenstadt kein Zugverkehr mehr statt. Das 1891 aus zweifarbigen Backsteinen errichtete eingeschossige Empfangsgebäude ist typisch für das Aartal. Das Gebäude, das heute als evangelisches Gemeindehaus genutzt wird, steht gemeinsam mit den Gleisanlagen unter Denkmalschutz. Im Rahmen des Projekts Stadtbahn Wiesbaden war zwischen 1998 und 2001 eine Wiederaufnahme des Personenverkehrs zwischen Bad Schwalbach und Wiesbaden im Gespräch. Heute existieren erneut Planungen zur Reaktivierung der Aartalbahn als Stadt- oder Regionalbahn.

## Persönlichkeiten
- Anton Joseph Lauteren, * 19. Juli 1783 in Bleidenstadt, † 6. August 1834 in Breuberg, Großherzoglich Hessischer Landrat